# Treize-Vents
Treize-Vents là một xã ở tỉnh Vendée trong vùng Pays de la Loire, Pháp. Xã này có diện tích 19,12 km², dân số năm 2006 là 957 người. Xã này nằm ở khu vực có độ cao trung bình 182 mét trên mực nước biển.

## Biến động dân số
| Năm | 1962 | 1968 | 1975 | 1982 | 1990  | 1999 | 2006 |
| --- | ---- | ---- | ---- | ---- | ----- | ---- | ---- |
| Dân số | 838  | 857  | 892  | 959  | 1 024 | 956  | 957  |
| From the year 1962 on: No double counting—residents of multiple communes (e.g. students and military personnel) are counted only once. |      |      |      |      |       |      |      |